# Bråkenhielm
Bråkenhielm är en svensk adelsätt med nummer 1 055 på Riddarhuset.
Ätten härstammar från Västergötland från regementskvartermästaren Sven Brååk, död omkring 1667. Dennes son, löjtnanten vid Smålands kavalleri, sedermera ryttmästaren Pär Brååk (1646–1720) är ättens stamfader. Han adlades av Karl XI den 14 augusti 1683 i Ljungby prästgård i Småland under namnet Bråkenhielm. Ätten introducerades på Riddarhuset den 14 september 1686.
En yngre gren lever sedan 1832 i Tyskland. Nuvarande (2013) huvudman är Peder Bråkenhielm (född 1937).
Den 31 december 2013 var 60 personer med efternamnet Bråkenhielm bosatta i Sverige.

## Ättemedlemmar
- Anita Bråkenhielm (född 1937), läkare, landshövding
- Anna Bråkenhielm (född 1966), medieföretagare
- Carl Reinhold Bråkenhielm (född 1945), professor, teolog
- Catharina Bråkenhielm (född 1956), riksdagsledamot
- Gustaf Anton Bråkenhielm (1837–1922), hovstallmästare
- Malvina Bråkenhielm (1853–1928), författare
- Per Bråkenhielm (1901–1989), godsägare och hembygdsman
- Per Johan Bråkenhielm (1840–1910), landshövding
- Per Reinhold Bråkenhielm (1796–1878), präst, riksdagsman